# Otzenrath
Otzenrath (während der Umsiedlung Neu-Otzenrath) ist ein Ortsteil der Stadt Jüchen im Rhein-Kreis Neuss in Nordrhein-Westfalen. Alt-Otzenrath musste dem Tagebau Garzweiler der RWE Power weichen und wurde mit dem benachbarten Dorf Alt-Spenrath gemeinsam umgesiedelt. Otzenrath hat zusammen mit dem Ortsteil Spenrath 1.847 Einwohner (Stand 30. November 2023).

## Geographie
Otzenrath grenzt im Norden an Mönchengladbach-Sasserath, im Nordosten an Kamphausen, im Osten an Schaan, im Süden an Neu-Spenrath und Hochneukirch, sowie im Westen an Neu-Holz.

## Geschichte

### Ortsname
Im 11. Jahrhundert wurde Otzenrath erstmals unter „Osrohtha“ urkundlich erwähnt. Da der Ortsname noch heute eine Endung auf -rath aufweist, geht man auf den Ursprung als Ort einer Waldrodung aus. Dieses Merkmal weisen auch ehemalige Nachbarorte wie Immerath, Alt-Spenrath oder Priesterath auf. Mit der Umsiedlung wurde vor dem Ortsnamen ein „Neu“ gesetzt, was mittlerweile wieder entfallen ist, und der Ort wird in der Regel nur noch Otzenrath genannt.

### Siedlungsgeschichte
Im August 1999 fand der erste Spatenstich auf dem Gelände des heutigen Otzenrath statt. Im Jahr 2000 begann die Umsiedlung der meisten Bewohner (etwa 80 Prozent) an den neuen Standort, die bis 2007 abgeschlossen wurde. Gegen den Tagebau demonstrierte zu Beginn des Jahres 2008 noch der BUND, der am nördlichen Ortsausgang am Grubenrand eine eigene Obstwiese bis zur Zwangsräumung besetzt hielt.

#### Chronik
- 22. Mai 1999: Die erste Bepflanzung am Umsiedlungsstandort beginnt.
- 11. April 1999: Kanäle werden verlegt.
- 6. August 1999: Landrat Dieter Patt, NRW-Wirtschaftsminister Peer Steinbrück, Gemeindedirektor Heinz Spelthahn, Dietrich Böcker von Rheinbraun, Bürgerbeiratsvorsitzender Günther Reinartz und Projektleiter Horst Ulrich setzen den ersten Spatenstich am Umsiedlungsort. Darauf übergibt Helmut Beißler (Direktor Tagebau Garzweiler) Günther Reinartz einen Baum für den Dorfplatz.
- 19. März 2000: Architektenmesse zur Gestaltung des Dorfplatzes
- 5. Juli 2000: Erste Asphaltdecke auf der Marktstraße
- 9. Januar 2001: Der Bau des ersten Hauses beginnt.
- 5. August 2002: Spatenstich für Seniorenwohnungen der evangelischen Kirche
- 30. November 2003: Vorstellung des Bauvorhaben des neuen katholischen Gemeindezentrums
- 30. Juli 2004: Erstes Begräbnis auf dem neuen katholischen Friedhof
- 8. August 2004: Feierliche Einweihung des evangelischen Friedhofs
- 10. September 2004: Baubeginn des Sportplatzes
- 20. Mai 2005: Erster Spatenstich zur Errichtung des neuen Kindergartens
- 1. Juli 2005: Der Dorfplatz wird übergeben
- 3. Juli 2005: Grundsteinlegung der evangelischen Kirche
- 5. Juli 2005: Grundsteinlegung der neuen Janusz-Korczak-Schule
- 23. Juli 2005: Fertigstellung des neuen Sportplatzes
- 17. August 2005: Die Kirchturmspitze der evangelischen Kirche wird aufgesetzt
- 30. Oktober 2005: Grundsteinlegung der neuen katholischen Kirche
- 25. November 2005: Grundsteinlegung der neuen Turnhalle durch den Vorstand des Turnvereins
- 28. Mai 2006: Eröffnung des katholischen Pfarrheims
- 4. Juni 2006: Einweihung der evangelischen Kirche
- 18. Juni 2006: Entwidmung der katholischen Kirche in Alt-Otzenrath
- 19. Juni 2006: Eröffnung der Janusz-Korczak-Schule
- 30. September 2006: Einweihung der neuen Turnhalle
- 28. Oktober 2006: Einweihung der neuen katholischen Kirche

## Bauwerke

### Katholische Kirche

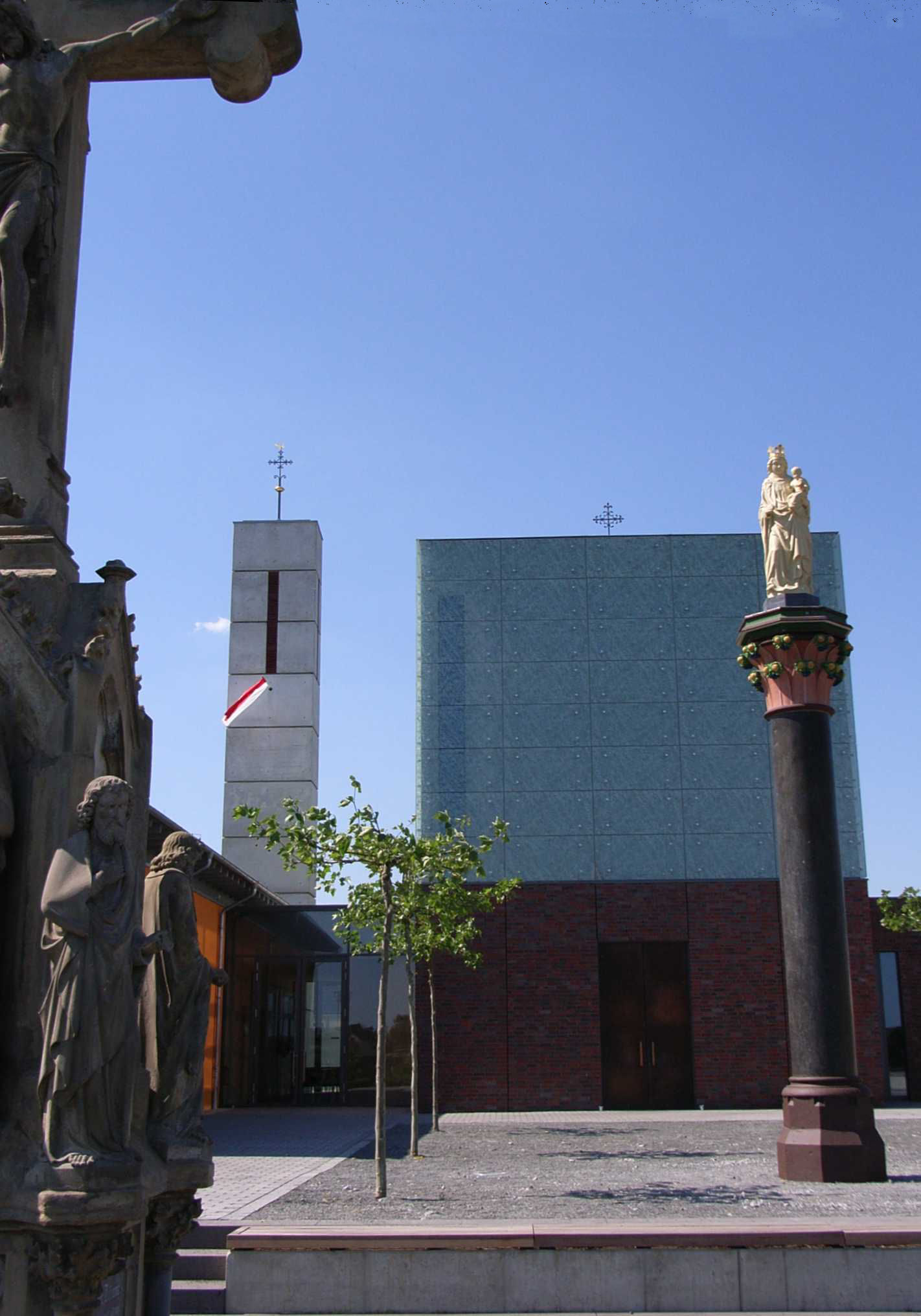
Die Katholische Kirche in Neu-Otzenrath

Beide Konfessionen errichteten neue Kirchengebäude. Das Bistum Aachen als entschiedener Gegner des Tagebaus und der Zerstörung Otzenraths gab sein Kirchenland nicht freiwillig an den Bergbaubetreiber ab. Es löste die Pfarrei Otzenrath auf und ließ am neuen Ort einen kleineren sakralen Ersatzbau mit einer modernen Glasfassade errichten. An die alte Pfarrkirche erinnert der Altar, der zwischen Kirche und Friedhof frei aufgestellte zentrale Pfeiler der abgerissenen Kirche sowie die Schutzheiligen St. Simon und Judas Thaddäus. Formal handelt es sich um eine Kapelle, die der Gemeinde St. Pantaleon in Hochneukirch zugeordnet ist.
Die Planungen zum Kapellenbau wurden Ende 2003 in Alt-Otzenrath vorgestellt. Die Grundsteinlegung fand im Oktober 2005 statt. Bereits vor der Entwidmung wurden Turmkreuz, Glocken und Madonna abmontiert und zum Umsiedlungsort gebracht. Am 18. Juni 2006 wurde die alte Kirche entwidmet: Monstranz, Ziborium mit konsekrierten Hostien, hlg. Schrift und Reliquien wurden in einer feierlichen Prozession nach Hochneukirch getragen und dort bis zur Fertigstellung der neuen Kapelle aufbewahrt. Im Oktober 2006 wurde die Kapelle feierlich eingeweiht. Auch die Altarplatte und Taufbecken von 1778 stammen aus der alten Kirche.
Die ersten Glocken, die 1870 vom damaligen Pfarrer Sebastian Planker eingeweiht wurden, mussten im Ersten Weltkrieg für Rüstungszwecke bereitgestellt werden. 1922 wurden neue Glocken angeschafft, diese mussten im Zweiten Weltkrieg allerdings erneut abgeben werden. Dann wurden erst 1954 neue Glocken beschafft, welche wie die ersten und zweiten Glockensätze die Töne „a,h,cis“ läuten.
Die Madonna-Figur, welche in Alt-Otzenrath auf dem Dach der Kirche stand, hat eine Größe von 170 cm. Sie trägt links den Jesusknaben und rechts ein Zepter. Die Figur trägt einen weich fließenden Mantel, wobei das Gewand Schlüsselfalten zeigt. Sie trägt eine Krone stilisierter Lilien. Das Jesuskind hält in seinem Arm eine Kugel, welche die Welt symbolisiert. Die Madonna wurde im Zweiten Weltkrieg beschädigt, dies wurde 1974 bemerkt, da sie beinahe umkippte. In Folge wurde sie abgenommen und restauriert. Die Kugel, auf der die Statue stand, war stark beschädigt und wurde ersetzt. Auch der Holzkern, der mit Blei umgossen war, wurde behutsam herausgenommen und später mit Polyestermasse ausgefüllt.

### Evangelische Kirche

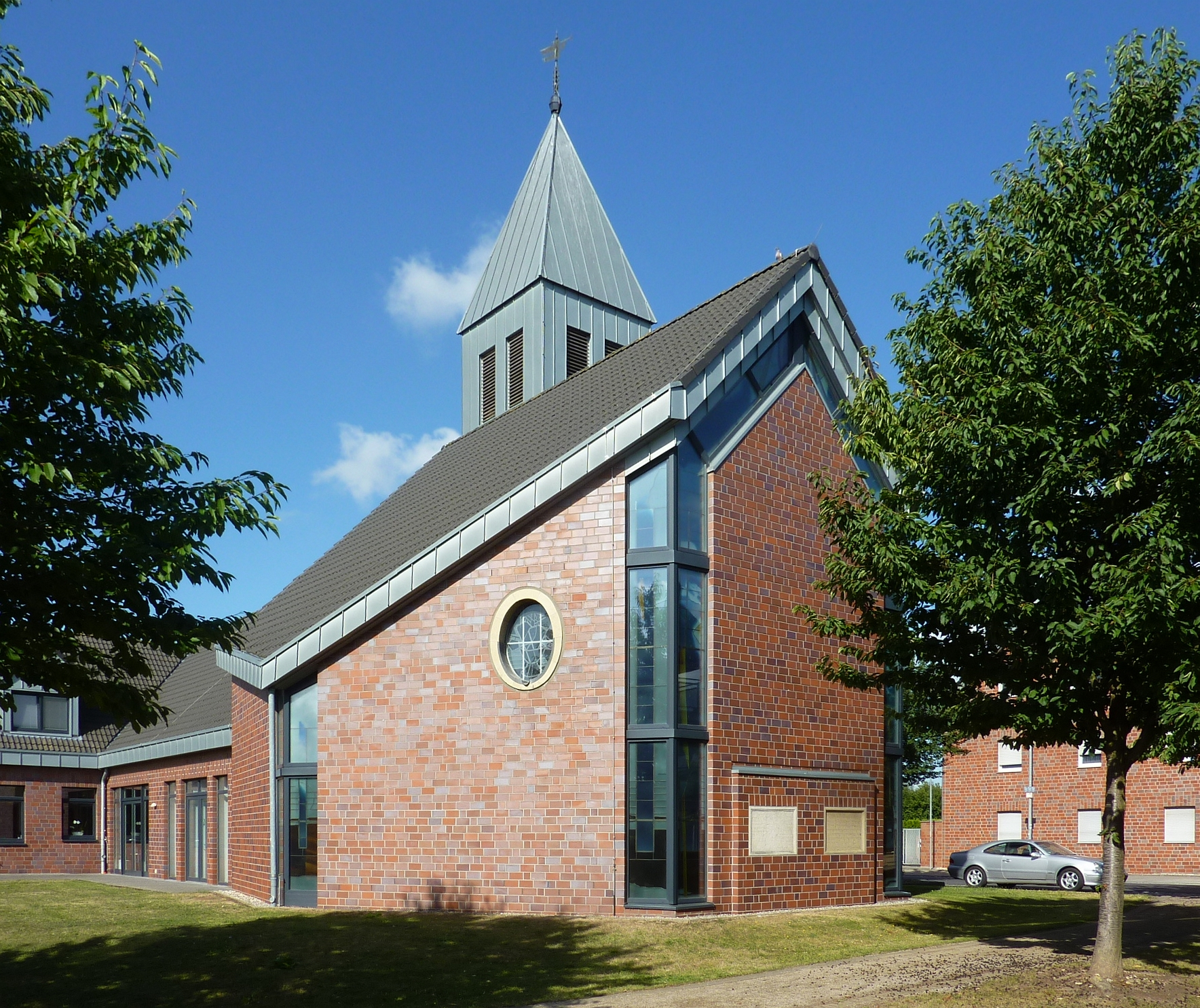
Evangelische Kirche in Neu-Otzenrath

Auch die Evangelische Kirche besitzt wie die Katholische einige Bestandteile der alten Kirche. Im letzten Gottesdienst in der alten Kirche wurden Bruchstücke aus dem Boden verteilt. Diese wurden im Frühjahr des Folgejahrs in einem Mosaik in der neuen Kirche verarbeitet. Auch die Chorfenster wurden in der neuen Kirche wieder eingebaut. Im Frühjahr 2005 wurden auch die Glocken der Kirche entfernt und nach Neu-Otzenrath gebracht.
Die ersten Glocken der Evangelischen Kirche mussten wie die der Katholischen Kirche abgegeben werden. Nur die kleinste Glocke blieb in der Gemeinde. Diese wurde von Pfarrer Hymmen gestiftet. Nach einem Schreiben vom 10. Juli 1951 erhielt Otzenrath zwei Glocken aus dem Hamburger Glockenlager. Die eine Glocke stammte aus Belgard (Pommern) und die zweite aus einer unbekannten Evangelischen Gemeinde des Kreises Bielitz in Schlesien. Die Belgarder Glocke wiegt 329 kg und wurde 1609 gegossen, die schlesische Glocke ist 376 kg schwer und wurde 1778 gegossen.

## Bildung
Der neue Ort verfügt über die Janusz-Korczak-Grundschule. Bis zum Sommer 2006 mussten die Grundschulkinder noch nach Alt-Otzenrath gebracht werden. Auch die Wilhelm-Jansen-Sporthalle wurde neu erbaut. Ein katholischer Kindergarten besteht ebenfalls.

## Verkehr

### Bahn
Der nächstgelegene Bahnhof ist Jüchen-Hochneukirch an der Bahnstrecke Köln–Mönchengladbach. Vom Dorfmittelpunkt in Otzenrath kann man ihn nach einem 15-minütigen Fußmarsch erreichen.

### ÖPNV
Otzenrath ist mit den Bushaltestellen „Jüchen, Nordstraße“ und „Jüchen, Marktstraße“ an das ÖPNV-Netz der ehemals Niederrheinischen Verkehr und Versorgung AG (NVV), heutige Niederrhein Energie und Wasser (NEW), angeschlossen. Mit den Bussen kann man die Bahnhöfe Jüchen und Hochneukirch erreichen.

### Autobahn
Der alte Ort besaß einen  Autobahnanschluss an die A 44. Das betreffende Autobahnteilstück wurde aber im Zuge des Tagebaus abgebaut. Der neue Ort ist nun über die Anschlussstelle Mönchengladbach-Odenkirchen der A 44 an das Autobahnnetz angeschlossen.

## Veranstaltungen
- Klompenkirmes

## Vereine
- Dorfgemeinschaft Otzenrath/Spenrath
- Kolpingsfamilie Otzenrath
- VfL 1909 e. V. Otzenrath
- Spielverein 1909 Otzenrath e. V.